# David Boudia
David Alasdair Boudia [boʊˈdaɪə] (nascido em 24 de abril de 1989) é um atleta olímpico norte-ameicano de saltos ornamentais. Conquistou a medalha de ouro na plataforma de 10 m masculino dos saltos ornamentais nos Jogos Olímpicos de Verão de 2012 e bronze na plataforma sincronizada de 10 metros.

## Carreira

### Primeiros anos
Boudia nasceu em Abilene, no Texas, em 1989. Seus pais são Jim e Sheilagh Boudia. Se formou no colegial na cidade de Noblesville em 2007 e cursou a Universidade de Purdue. É atual residente de West Lafayette, no estado de Indiana.
Começou como atleta de saltos ornamentais em 2000 e tem sido integrante da Equipe Nacional de Mergulhadores dos Estados Unidos desde 2005.

### Carreira de mergulhador
Boudia foi integrante da equipe olímpica norte-americana em 2008 na prova da plataforma de 10 metros e na plataforma sincronizada de 10 metros, com o ex-companheiro de equipe Thomas Finchum. Boudia e Finchum foram medalhistas de prata no Campeonato Mundial de 2009 (Roma) e medalhistas de bronze no Campeonato Mundial de 2007 (Melbourne). Seu atual companheiro no salto sincronizado é Nick McCrory. Eles são medalhistas de bronze nos Jogos Olímpicos de Londres, em 2012.

### Olimpíadas de Londres 2012
Na sua primeira prova nos Jogos Olímpicos de Verão de 2012, Boudia e seu companheiro, Nicholas McCrory, obtiveram a medalha de bronze na plataforma sincronizada de 10 metros, com pontuação total de 463.47, terminando atrás da China (486.78) e do México (468.90). Foi a primeira medalha olímpica para os Estados Unidos no salto ornamental masculino desde as Olimpíadas de 1996, em Atlanta. Os Estados Unidos não fizeram o pódio no salto ornamental nas Olimpíadas de 2004 e 2008.
Na segunda prova, na plataforma de 10 metros, Boudia quase não passou nas preliminares com a décima oitava posição, mas depois passou a terminar em terceiro nas semi-finais e avançar para as finais. Na sexta e última etapa, Boudia venceu a medalha de ouro com pontuação total de 568.65, terminando à frente do campeão mundial Qiu Bo (566.85) e de Tom Daley (556.95). Foi o primeiro ouro olímpico para os Estados Unidos no salto ornamental desde os Jogos Olímpicos de Verão de 2000, quando Laura Wilkinson conquistou o ouro na competição da plataforma de 10 metros feminina; o primeiro ouro olímpico na competição da plataforma de 10 metros por um nadador norte-americano desde que Greg Louganis conseguiu essa façanha nos Jogos Olímpicos de Verão de 1988 (tendo também o título na modalidade trampolim de 3 metros); e o primeiro ouro olímpico do salto ornamental por um norte-americano desde a vitória de Mark Lenzi na competição de trampolim de 3 metros nos Jogos Olímpicos de Verão de 1992.

### Olimpíadas do Rio 2016
Representou os Estados Unidos nos Jogos Olímpicos de Verão de 2016 no Rio de Janeiro, Brasil, onde obteve a medalha de prata na plataforma sincronizada de 10 metros.